# Chuniphyes multidentata
Chuniphyes multidentata är en nässeldjursart som beskrevs av Adrien Jacques de Lens och Van Riemsdijk 1908. Chuniphyes multidentata ingår i släktet Chuniphyes och familjen Clausophyidae. Inga underarter finns listade i Catalogue of Life.